# Langdolmen Ildbjerggård

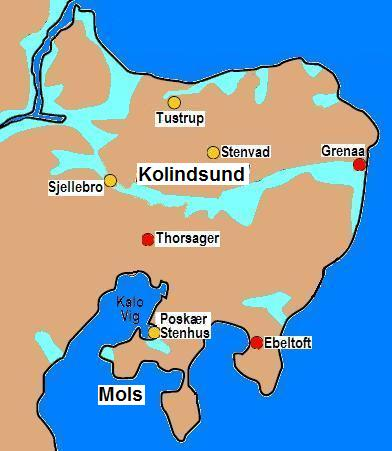
Karte von Djursland. Der Langdolmen Ildbjerggård liegt zwischen Ebeltoft und Kolindsund.

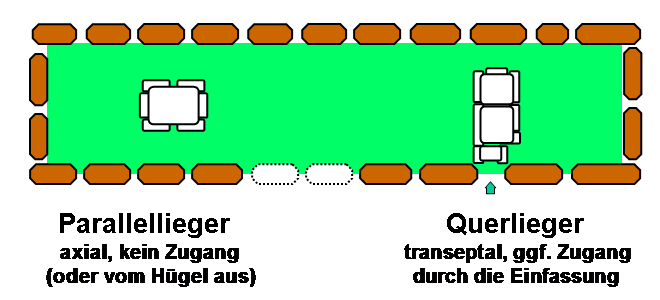
Parallel- und Querlieger

Der Langdolmen Ildbjerggård (auch Ilbjerg oder Kirstinelund Langdysse, bzw. Nødager SB 137 genannt) liegt bei Nødager auf der ostjütländischen Halbinsel Djursland, je etwa einen Kilometer nördlich von Stabrand, östlich von Krarup. Die Gegend ist reich an Dolmen (z. B. Ginnerup Jyndovnen) und bildet in dieser Hinsicht das südliche Gegenstück zu der Konzentration um Stenvad nördlich des Kolindsundes. Das Großsteingrab stammt aus der Jungsteinzeit etwa 3500–2800 v. Chr. und ist eine Megalithanlage der Trichterbecherkultur (TBK).

## Beschreibung
Das gut erhaltene Nordost-Südwest orientierte Hünenbett des Langdysse sieht nach einer Restaurierung im Jahre 1957, bei der auch mehrere der 32 Randsteine um das etwa 25,0 m lange und 7,5 m breite Bett ergänzt wurden, wieder komplett aus. Die nordöstlichen Endsteine des Hünenbettes sind besonders groß. Die Hervorhebung einer Schmalseite ist auch bei der Anlage Visbeker Braut auf der Wildeshauser Geest und einigen anderen Anlagen zu beobachten. Der „Fredningsstenen“ auf dem Hügel belegt, dass die Anlage bereits 1887 und damit recht früh geschützt wurde. Der Langdolmen ist archäologisch nicht untersucht worden. 
Das Langbett enthält zwei querliegende Rechteckdolmen. Dem nordöstlichen fehlen die Decksteine und mit Ausnahme eines Tragsteines sind auch alle Trag- und Decksteine des Ganges verschwunden. 
Die Südwestkammer ist bis auf die fehlenden Gangsteine intakt und wird noch immer von einem großen rötlichen Granitstein bedeckt. 
Beim Hof Ildbjerggård liegt auch ein kleiner Rundhügel, in dem nur die Oberseite des Decksteins der Kammer zu sehen ist. Ein kurzes Stück nördlich liegen die Dolmen am Sognevejen in Nødager.